# Bogoljub Karić

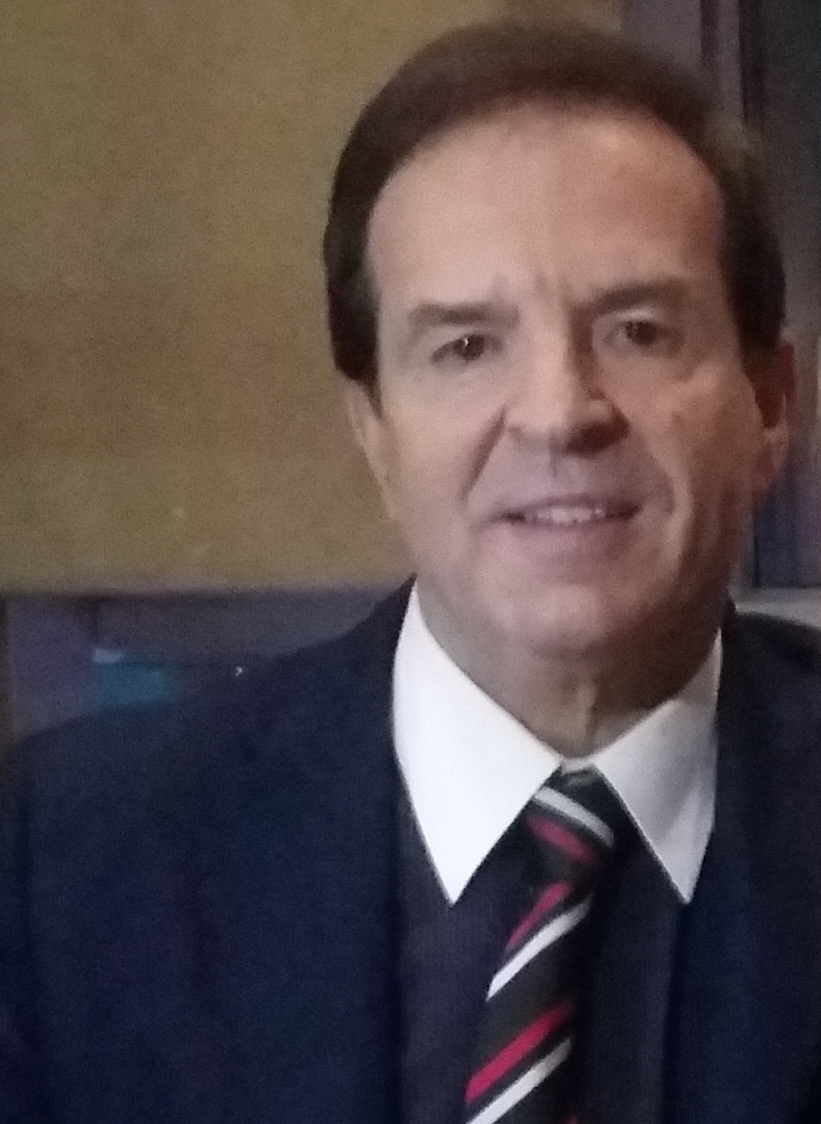
Bogoljub Karić (2017)

Bogoljub Karić anhörenⓘ (* 17. Januar 1954 in Peć, SFR Jugoslawien) ist ein serbischer Politiker und Unternehmer.

## Karriere
Die Familie Karić besitzt seit den 1960er Jahren ein Produktionsunternehmen in Osteuropa. Die Bevölkerung kennt ihn einfach als Mechaniker aus dem Kosovo ohne Abschluss. Er eröffnete eine Werkstatt, beginnend mit kleinen Betrieben mit weniger als zehn Mitarbeitern. Daraus entwickelte Karić sein Geschäftsimperium zu einem milliardenschweren Unternehmen, das heute als Astra Group bekannt ist.
Die Astra (BK) Gruppe setzt sich aus folgenden Branchen zusammen:
- Fertigung, Tiefbau und Bau
- Internationaler Großhandel Export-Import-Handel
- Telekommunikation und elektronische Medien (GSM- und NMT-Mobiltelefonie, Internetdienste, Fernsehsender BK Telecom)
- Banken und Finanzen
- Medien wie Fernsehen, Radio, Zeitschriften, Zeitungen und Online
- Wissenschaft und Bildung: Karić ist Gründer und Inhaber der BK University.
- Wohltätige Aktivitäten Die BK-Stiftung finanziert humanitäre Hilfe im ehemaligen Jugoslawien und anderen Ländern. Es konzentriert sich auf die Unterstützung von Kindern und Flüchtlingen und bietet Stipendien für benachteiligte und talentierte Studenten. Die Aktivitäten der Stiftung konzentrieren sich auch auf die Förderung kultureller Werte.

1987 gründete er die erste private Baufirma in Moskau (ex UdSSR), die heute eine der größten Baufirmen in Europa ist.
Im Jahr 2002 gründete Karić die Vereinigung der Industriellen und Unternehmer Jugoslawiens, die erste echte Vereinigung privater Geschäftsleute in Jugoslawien, die seit dem Zweiten Weltkrieg gegründet wurde.
2006 gründete er eine weitere Baufirma namens DANA HOLDINGS. Dana Holdings ist ein führendes, vollständig integriertes Immobilien-, Investitions- und Entwicklungsunternehmen für Wohn-, Industrie-, Gewerbe-, Bildungs- und Mischnutzungsprojekte sowie PPP-Investitionen in Schwellenländern. Das Unternehmen hat Bauprojekte mit einer Gesamtfläche von mehreren Millionen Quadratmetern für die russische Regierung, die Moskauer Stadtregierung, die Regierung von Jakutien, Kasachstan, Usbekistan, Tadschikistan, Kirgisistan, die Ukraine, Belarus, Moldawien, Armenien, Aserbaidschan, Georgien und andere Länder der USA erfolgreich abgeschlossen die frühere Sowjetunion.
Karic erhält 2014 einen Preis für seine herausragenden Leistungen am osteuropäischen Immobiliensektor (CEE Top Investors Award).

### Rechtsprobleme
Von 2006 bis 2016 wurde er der Geldwäsche verdächtigt. Zu diesem Zeitpunkt zog er nach Russland. Im Jahr 2016 wurde die Untersuchung eingestellt, nachdem die Verjährungsfrist abgelaufen war und die Anklage nicht mehr gültig war. Als freier Mann kehrte er am 30. Dezember 2016 nach Serbien zurück und hat seitdem seine gewohnten Aktivitäten wieder aufgenommen. Der serbische Staat musste der Familie des Geschäftsmannes das nach der Einleitung der Ermittlungen beschlagnahmte Vermögen – es dürfte sich um zahlreiche Immobilien, wertvolle Fahrzeuge und anderes mehr handeln – zurückerstatten.

## Ausbildung
Er absolvierte die Grundschule und das Gymnasium in Peć und absolvierte die Fakultät für Naturwissenschaften und Mathematik in Pristina mit dem Hauptfach Geographie. Er erhielt sein MA-Diplom von der Fakultät für Wirtschaftswissenschaften von der Universität Niš mit einer Abschlussarbeit in Organisation und Entwicklung mittelständischer Unternehmen.
Karić hat mehrere im In- und Ausland veröffentlichte Forschungsarbeiten verfasst. Viele dieser Vorträge werden in verschiedenen Magazinen veröffentlicht, die er besaß. Er ist Autor zahlreicher Bücher mit den Schwerpunkten Privatwirtschaft, Finanzen und Finanzmanagement, die von Bachelor- und Masterstudenten an seinen eigenen Universitäten verfasst wurden.

## Politische und soziale Aktivitäten
Karić kandidierte bei den Präsidentschaftswahlen im Juni 2004 für den Präsidenten Serbiens und erhielt fast 20 % der Stimmen. Seine Botschaft war die Vorherrschaft der Wirtschaft über die Politik, die Notwendigkeit, die serbische Gesellschaft grundlegend in eine moderne europäische Demokratie umzuwandeln und ihre Wirtschaft wiederzubeleben.
Anschließend gründete und registrierte Karić seine politische Partei Pokret Snaga Srbije (PSS), die an den Kommunalwahlen im September 2004 teilnahm. Bei diesen Wahlen hatte sich die PSS, obwohl sie kaum einen Monat vor den Wahlen gegründet wurde, überraschend gut im Zentrum des demokratischen Blocks der politischen Kräfte in Serbien etabliert. Ihre Vertreter waren in Koalition mit anderen demokratischen Kräften Teil vieler Gemeinderäte (einschließlich der Hauptstadt Belgrad), und sie hatten mehrere Abgeordnete und Minister in der Provinzregierung der Autonomen Provinz Vojvodina.
Als ein neues Gesetz über politische Parteien in Kraft trat, registrierte sich Pokret Snaga Srbije 2010 erneut unter dem Namen Pokret Snaga Srbije – BK. In diesem Moment war PSS in Koalition mit der Partei von Tomislav Nikolić und bildete einen Oppositionsblock für die nächsten Wahlen.

## Internationale Sanktionen
Am 3. Juni 2022 wurde Bogoljub Karić von den EU-Behörden sanktioniert. Er steht auch auf der schwarzen Liste der Schweiz.